# Уингфилд, Питер
Питер Майкл Уингфилд (англ. Peter Michael Wingfield) — британский актёр, наиболее известный по роли Митоса в телесериале «Горец».

## Биография
Уингфилд родился в Кардиффе и получил начальное образование в Соборной школе, где, помимо учёбы, он занимался легкой атлетикой, музыкой, занятиями на открытом воздухе и актёрским мастерством. В возрасте пятнадцати лет он стал валлийским чемпионом по прыжкам на батуте. Окончив школу, поступил в Оксфорд, а в 1982 году начал стажироваться в больнице св. Варфоломея в Лондоне. Однако, медицина не являлась единственным его занятием в этот период. Летние каникулы 1980-го он провёл в Национальном Молодёжном театре Уэльса. Кроме того, на протяжении всех лет обучения в колледже он посещал небольшой театр Brasenose, где впервые вышел на сцену.
Прежде, чем закончился его пятый, заключительный, год в Св. Варфоломее в 1987 году, Уингфилд понял, что практика современной медицины не для него. За месяц до получения диплома, он принял решение покинуть медицинскую школу и полностью посвятить себя актёрскому мастерству.

## Начало карьеры
Для начала Уингфилд поступил в Гильдхолльскую школу музыки и драмы в Лондоне. И уже в 1990-м году был выбран для участия в радиоконкурсе Карлетона Хоббса на Би-би-си.
В 1990 году, вскоре после окончания театральной школы, он получил первую роль на телевидении, роль таксиста в фильме Антония и Джейн. Выбор, во многом, основывался на том, что Питер знал, как надо ездить.
Уингфилд регулярно появлялся на британском телевидении, где играл в разнообразных сериалах. В конце 1990-х Питер сыграл Саймона Пембертона в 4 сезоне телесериала Би-би-си Лучники.

## Творчество
Наибольшую популярность, однако, актёру принесла роль Митоса в телесериале «Горец». Питер возвращался к данному персонажу не только в последующих за телесериалом фильмах, но и работая над мультфильмом и книгами, посвященными судьбе его героя.
Снимаясь в пятом фильме франшизы «Горец: Источник», Уингфилд признался, что Митос — его любимый образ, работать над которым ему нравится:
Я должен сказать, что первый день съёмок был весьма значимым для меня в эмоциональном плане. Когда я надел длинное черное пальто и приехал в предрассветном мраке на кастинг, я сразу почувствовал присутствие на площадке старого друга, которого я не видел в течение нескольких лет. Действительно, я смог именно "почувствовать" его каким-то шестым чувством. И я был поражен, у меня даже слёзы выступили на глазах от осознания того, что "Mитос жив" 

## Фильмография
| Год       |    | Русское название                  | Оригинальное название        | Роль                       |
| --------- | -- | --------------------------------- | ---------------------------- | -------------------------- |
| 1991      | ф  | Антония и Джейн                   | Antonia and Jane             | Шофер такси                |
| 1994      | ф  | Фламандская доска                 | Uncovered                    | Макс                       |
| 1994—1997 | с  | Горец                             | Highlander                   | Митос                      |
| 1998      | ф  | Cold Squad                        | Cold Squad                   | Саймон Росс                |
| 2000      | ф  | Королева мечей                    | Queen of Swords              | доктор Роберт Хельм        |
| 2000      | ф  | Горец: Конец игры                 | Highlander: Endgame          | Митос                      |
| 2000—2001 | с  | Звёздные врата: SG-1              | Stargate SG-1                | Танит                      |
| 2000—2005 | с  | Андромеда (телесериал)            | Andromeda (TV series)        | Лах / Lach                 |
| 2002—2004 | с  | Блаженство                        | en:Bliss                     | Джеральд                   |
| 2002—2003 | с  | Just Cause                        | Just Cause                   | Бред Райан                 |
| 2002—2003 | с  | Джон Доу                          | John Doe                     | Кен Ротман                 |
| 2003—2004 | с  | Королевский госпиталь             | Kingdom Hospital             | Бентон Найт                |
| 2003—2004 | с  | Мёртвая зона                      | The Dead Zone                | Майкл Клейн                |
| 2003      | ф  | Люди Икс 2                        | X2                           | сержант Лайман             |
| 2004      | ф  | Женщина-кошка                     | Catwoman                     | доктор Иван Славики        |
| 2004      | ф  | Superbabies: Baby geniuses 2      | Superbabies: Baby Geniuses 2 | Кроу                       |
| 2005      | ф  | Зачарованные                      | Charmed                      | Салек                      |
| 2007      | ф  | Горец: Источник                   | Highlander: The Source       | Митос                      |
| 2009—2010 | с  | 24 часа                           | 24                           | Девид Эмерсон              |
| 2009—2011 | с  | Убежище                           | Sanctuary                    | доктор Ватсон              |
| 2010—2011 | с  | Каприка                           | Caprica                      | Гара Сингх                 |
| 2010—2011 | с  | Морская полиция: Лос-Анджелес     | NCIS: Los Angeles            | Эжини Килсон               |
| 2010      | тф | Древнее пророчество               | Stonehenge Apocalypse        | доктор Джон Трусдейл       |
| 2011—2012 | с  | C.S.I.: Место преступления Майами | CSI: Miami                   | Пол Николс                 |
| 2011—2012 | с  | Шах и мат                         | Endgame                      | Олег Олески                |
| 2011      | ф  | Hamlet (post-production)          | Hamlet                       | Claudius                   |
| 2011—2012 | с  | Люди Альфа                        | Alphas                       | Джеймс Коллиер             |
| 2012      | ф  |                                   | War of the Worlds: Goliath   | капитан Эрик Уэллс (голос) |
| 2016      | с  | Красавица и чудовище              | Beauty and the Beast         | охотник на чудовищ         |